# (Everything I Do) I Do It for You
(Everything I Do) I Do It for You è una ballad cantata da Bryan Adams, scritta dallo stesso insieme al produttore Robert John "Mutt" Lange e al compositore Michael Kamen, e inserita nella colonna sonora del film Robin Hood - Principe dei ladri e nell'album Waking Up the Neighbours di Adams. La canzone è nata nello studio di Londra in cui stava lavorando Adams nel 1990, e pare sia stata scritta in meno di un'ora.

## Il singolo discografico
È stata pubblicata come singolo nel giugno del 1991 ed ha ottenuto enorme successo a livello mondiale, in particolare nel Regno Unito, dove ha trascorso sedici settimane consecutive al primo posto della Official Singles Chart (record tuttora imbattuto). Risulta tra i singoli più venduti di tutti i tempi nel Regno Unito. Altrove, ha trascorso sette settimane al primo posto della Billboard Hot 100 negli Stati Uniti, e nove settimane al primo posto nelle classifiche della Billboard Canadian Hot 100 nel nativo Canada di Adams. Negli Stati Uniti si è rivelato il singolo più venduto del 1991. Ha raggiunto il primo posto in classifica in diversi altri paesi e ha venduto circa 15 milioni di copie nel mondo, facendone la canzone di maggior successo di Adams e uno dei singoli più venduti di sempre. Detiene inoltre il record di maggior numero di settimane al primo posto della Eurochart Hot 100 Singles, la classifica dei singoli più venduti in Europa.
La canzone è stata premiata ai Grammy Awards 1992 come Migliore canzone scritta per un film, ed è stata inoltre nominata sia per l'Oscar che per il Golden Globe (ma perse in entrambe le occasioni a favore di Beauty and the Beast). Nello stesso anno, il brano ha trionfato come Miglior canzone durante la prima edizione degli MTV Movie Awards. È presente nella lista delle "100 più grandi canzoni d'amore" stilata da VH1, alla posizione numero 33. Negli anni, la canzone è stata reinterpretata da numerosi artisti di tutto il mondo.
In una inchiesta giornalistica, effettuata nel marzo 2016, dal quotidiano britannico The Guardian, è stata stilata una classifica sulle riproduzioni in streaming dei singoli più venduti di tutti i tempi; (Everything I Do) I Do It for You ha raggiunto la quinta posizione, nella The top 20 selling singles, reranked by streaming numbers, con 39 287 271 riproduzioni al 30 marzo 2016.

## Video musicale
Il video musicale della canzone è stato diretto da Julien Temple e girato in una foresta di Sheffield, in Inghilterra, nel maggio del 1991. Il video si compone principalmente di sequenze tratte dal film Robin Hood - Principe dei ladri, a cui vengono intervallate immagini di Bryan Adams e il suo gruppo che eseguono il brano sullo sfondo della foresta.

## Tracce
Vinile
1. (Everything I do) I Do It For You (versione singolo) – 4:06
2. She's Only Happy When She's Dancing (live) – 3:26

CD
1. (Everything I Do) I Do It For You (versione singolo) – 4:06
2. She's Only Happy When She's Dancing (live) – 3:26
3. Cuts Like a Knife (live) – 5:16
4. (Everything I Do) I Do It For You (versione integrale) – 6:34

## Formazione
- Bryan Adams - chitarra, voce
- Keith Scott - chitarra
- Larry Klein - basso
- Mickey Curry - batteria
- Bill Payne - pianoforte
- Robert John "Mutt" Lange - tastiere, cori

## Classifiche

### Classifiche settimanali
| Classifica (1991)                | Posizione massima |
| -------------------------------- | ----------------- |
| Australia                        | 1                 |
| Austria                          | 1                 |
| Belgio (Fiandre)                 | 1                 |
| Canada                           | 1                 |
| El Salvador                      | 7                 |
| Europa                           | 1                 |
| Finlandia                        | 1                 |
| Francia                          | 1                 |
| Germania                         | 1                 |
| Giappone                         | 2                 |
| Grecia                           | 1                 |
| Irlanda                          | 1                 |
| Italia                           | 2                 |
| Norvegia                         | 1                 |
| Nuova Zelanda                    | 1                 |
| Paesi Bassi                      | 1                 |
| Panama                           | 6                 |
| Polonia                          | 1                 |
| Regno Unito                      | 1                 |
| Spagna                           | 1                 |
| Stati Uniti                      | 1                 |
| Stati Uniti (alternative)        | 19                |
| Stati Uniti (mainstream rock)    | 1                 |
| Stati Uniti (adult contemporary) | 1                 |
| Stati Uniti (radio)              | 1                 |
| Svezia                           | 1                 |
| Svizzera                         | 1                 |
| Zimbabwe                         | 2                 |
| Classifica (2021)                | Posizione massima |
| Stati Uniti (hot rock songs)     | 19                |

### Classifiche di fine anno
| Classifica (1991) | Posizione |
| ----------------- | --------- |
| Australia         | 1         |
| Austria           | 2         |
| Belgio (Fiandre)  | 1         |
| Canada            | 1         |
| Germania          | 2         |
| Italia            | 9         |
| Nuova Zelanda     | 1         |
| Paesi Bassi       | 1         |
| Regno Unito       | 1         |
| Stati Uniti       | 1         |
| Svezia            | 1         |
| Svizzera          | 3         |
| Classifica (1992) | Posizione |
| Germania          | 69        |

### Classifiche di fine decennio
| Classifica (1990-99)   | Posizione |
| ---------------------- | --------- |
| Austria                | 7         |
| Belgio (Fiandre)       | 5         |
| Canada (luminate data) | 8         |
| Canada (digital songs) | 4         |
| Germania               | 12        |
| Paesi Bassi            | 10        |
| Regno Unito            | 6         |
| Stati Uniti            | 37        |

### Classifiche di tutti i tempi
| Classifica (1958-2018) | Posizione |
| ---------------------- | --------- |
| Stati Uniti            | 21        |
| Classifica             | Posizione |
| Regno Unito            | 14        |

## Riconoscimenti
- 1992 - Premio Oscar
  - Nomination Miglior canzone
- 1992 - Golden Globe
  - Nomination Miglior canzone originale
- 1992 - Grammy Awards
  - Miglior canzone scritta per un film
  - Nomination Registrazione dell'anno
  - Nomination Canzone dell'anno
  - Nomination Miglior interpretazione vocale maschile
- 1992 - MTV Movie Awards
  - Miglior canzone

## Versione di Brandy
La cantante statunitense Brandy ha registrato una cover di (Everything I Do) I Do It for You per il suo secondo album, Never Say Never (1998). Il produttore David Foster ha rielaborato l'arrangiamento della versione originale, con Dean Parks che suona la chitarra acustica. Vennero utilizzati dei sintetizzatori per convertire la power ballad di Adams in uno stile Contemporary R&B.
Nel 1999, la cover di Brandy venne pubblicata come ultimo singolo dell'album in un doppio lato A con U Don't Know Me (like U Used To) nel mercato oceanico, dove raggiunse la top 30 delle classifiche in Nuova Zelanda.

### Tracce
- Australian CD single[76]

1. (Everything I Do) I Do It for You – 4:10
2. U Don't Know Me (like U Used To) – 4:29
3. Have You Ever? (Soul Shank Remix) – 5:40

### Formazione
Crediti presi dalle note del libretto dell'album Never Say Never.
- Compositori – Bryan Adams, Michael Kamen, Robert John "Mutt" Lange
- Produzione – David Foster
- Chitarra acustica – Dean Parks
- Chitarra elettrica – Michael Thompson
- Programmazione – Felipe Elgueta
- Missaggio – Tom Bender
- Registrazione – Al Schmitt

### Classifiche
| Classifica (1998) | Posizione massima |
| ----------------- | ----------------- |
| Nuova Zelanda     | 28                |